# Eine verhängnisvolle Nacht (1923)
Eine verhängnisvolle Nacht ist ein US-amerikanisches Westerndrama aus dem Jahr 1923 von William A. Wellman mit Buck Jones und Marian Nixon in den Hauptrollen. Der Film wurde von der Fox Film Corporation produziert.

## Handlung
Der Kriegsveteran Dan O’Hara beschließt, sein Zuhause in ein Lager für Jungen und angehende Boxer umzuwandeln, nachdem er seine Frau an einen anderen Mann verloren hat. Er trifft Dora Allen, rettet sie vor einem aufdringlichen Verehrer und bietet ihr Unterschlupf im Lager. Unterdessen erfährt Dan, dass es seiner entfremdeten Frau gesundheitlich schlecht geht und er für ihre medizinischen Kosten aufkommen muss. Zwischen Dan und Dora entwickelt sich eine Romanze, die jedoch durch Dans Ehe und das Eindringen eines anderen Verehrers erschwert wird. Dans Frau stirbt jedoch und gibt den Liebenden die Möglichkeit, zu heiraten.

## Hintergrund
Gedreht wurde der Film von Mitte August bis Mitte September 1923.
Der Film wurde von Martin Scorseses The Film Foundation mit Unterstützung des American Film Institute (AFI) und der University of California, Los Angeles (UCLA) restauriert.

## Veröffentlichung
Die Premiere des Films fand am 14. Oktober 1923 statt. 1926 kam er in Österreich in die Kinos.